# Форт Кент
Форт Кент (на английски: Fort Kent) е малък град в окръг Арусток, щата Мейн. Населението му е 3919 души (по приблизителна оценка от 2017 г.). Форт Кент е най-северната точка на американска магистрала номер 1.
Във Форт Кент се намира най-северната част от Системата на Мейнския университет (Мейнския университет във Форт Кент), олимпийското средище за тренировки по биатлон и националният исторически обект „Форт Кент Блокхаус“. Всяка година към КАН-АМ във Форт Кент се провежда състезание с шейни, теглени от кучета.
В града се развива земеделието (картофи) и текстилът.